# الزيلة (أرحب)

تعديل مصدري - تعديل

الزيلة هي إحدى قرى عزلة عيال عبد الله بمديرية أرحب التابعة لمحافظة صنعاء، بلغ تعداد سكانها 51 نسمة حسب تعداد اليمن لعام 2004.